# БМО-Т
БМО-Т (Објекат 564) је руски тешки оклопни транспортер. Намењен је за транспорт наоружања и људства одељења наоружано ручним бацачима ракета  . БМО-Т је прилично редак тип оклопног возила - тешки оклопни транспортер на шасији основног борбеног тенка без куполе. Сличним се могу сматрати израелским " Ахзарит " и " Намер ".

## Производња
БМО-Т је ушао у службу 2001. године 
Године 2009. Државном одбрамбеном наруџбом предвиђено је снабдевање Војне јединице 91416 са најмање два БМО-Т. Цена једне јединице БМО-Т за 2009. годину износила је 12.322.050 рубаља  .
У служби је 1. гардијске мобилне бригаде АБХ одбране (село Шихани), 6. одвојене тенковске бригаде (село Мулино, област Нижњи Новгород) и 39. пука АБХО (село Октјабрски).

## Опис дизајна

### Оклопни труп и купола
Возило је створено на бази компоненти и склопова Т-72 . БМО-Т је подељен на два одељка: моторно-трансмисиони одељак и контролни одељак (који је комбинован са трупом)  .
Изнад одељка у којем је смештена посада налази се оклопна надградња у облику кутије. Возило има два члана посаде (возач и командир), а има и 7 седишта за трупе, тј. одељење. 
Пошто је БМО-Т базиран на Т-72, предњи оклоп обезбеђује заштиту посаде на нивоу основног борбеног тенка. На бочним странама постављена је и додатна заштита .
Са благим помаком на леву страну, на крову возила налази се командирска купола, која је постављена на окретни прстен. На куполи се налази митраљез на даљинско управљање. Унутар борбеног одељка, на полицама, транспортује се муниције. Да би се трупама омогућио излазак, на крову се налазе излазни отвори, а са задње стране је и додатни излаз. 

### Наоружање
Главно наоружање је противавионски митраљез Корд калибра 12,7 мм. Борбени комплет је 1000 метака  .
Поред митраљеза, возило превози 30 ручних бацача термобаричних ракета РПО-А „Шмел“ калибра 93 мм  .
За стварање димних завеса, БМО-Т је опремљен са 12 бацача димних граната калибра 81 мм система 902А из комплекса електрооптичке активне заштите од високопрецизног оружја Штора  .

### Опрема за надзор и комуникацију
За праћење ситуације командир има следеће уређаје за надзор  :
1. Командиров осматрачки уређај ТКН-3;
2. Уређај за осматрање ТНПО-160;
3. Осветљивач ОУ-3ГК (или ОУ-3ГКМ) са инфрацрвеним филтером.

Уређаји за посматрање возача укључују  :
1. Уређај за осматрање возача са ТНПО-168В;
2. Уређај за осматрање ТНПА-65;
3. Уређај за ноћно осматрање возача ТВНЕ-4Б;
4. Инфрацрвени фар ФГ-125.

За потребе десантног одељења, возило је опремљено: 2 уређаја за осматрање ТНП-165А, 3 уређаја за осматрање уназад ТНПТ-3, као и два уређаја за осматрањеТНПА-65  .
За комуникацију се користи радио станица Р-174  .

### Мотор и мењач
БМО-Т користи моторе В-84-1 или В-84М. Возило има неколико резервоара за гориво. Запремина прамчаних резервоара је 347 литара, а запремина бочних резервоара 961 литар.  Двостепени филтер ваздуха користи се за уклањање прашине. Први степен је циклонски апарат, а други степен је касета  .
Систем ваздушног стартовања се користи као главни, а дуплира га електрични систем. Поред тога, да би се олакшало убризгавање, користе се системи за грејање усисног ваздуха, као и грејач млазница за расхладну течност и уље. Ваздушни систем агрегата је двоцилиндрични клипни компресор АК-150СВ. Радни притисак компресора је 120. 160 кг/цм  .
Пренос снаге је механички са мењачем, крајњим погонима и коаксијалним зупчаницима. Појачани мењач покреће компресор, стартер и вентилатор система за хлађење. Механички мењачи су планетарног типа са хидрауличним укључењем квачила  .
БМО-Т има 7 брзина uнапред и једну уназад  .

### Ходни део
БМО-Т користи гусеничарски погонски систем. Погонски точкови се налазе позади. Каиш гусеница је са металним или гумено-металним спојевима  У једној гусеничној траци има 97 карика. 
Као потпорни точкови се користе двоструки диск ваљци са спољном апсорпцијом удара. На свакој страни има по 6 точкова  .

Вешање је индивидуално торзионo, а хидраулични амортизери су на 1., 2. и 5. точку.

### Посебна опрема
За заштиту посаде и десантног одељења од оружја за масовно уништење, БМО-Т има систем колективне вентилације и заштите који обезбеђује поуздану заштиту од штетних фактора нуклеарне експлозије, хемијског оружја и биолошког оружја  .
У случају пожара БМО-Т има систем за аутоматско гашење пожара троструког дејства  .
БМО-Т има и уграђен раоник.  .

## Јавни прикази
Демонстриран је на Међународној изложби високотехнолошке опреме и наоружања „ВТТВ-Омск-2011“ на полигону 242. центра за обуку ваздухоплова у селу Светли. Истовремено, на самој изложби нису изнети никакви подаци о аутомобилу, а није био изложен на статичкој изложби.
Учествовао на Паради победе 9. маја 2015. у Јекатеринбургу  .

## Борбена употреба
Током инвазије Русије на Украјину уништена су три БМО-Т из састава руске копнене војске, док једно возило заробљено.

## [15]Корисница
- Русија — Неколико возила у наоружању 2024. године..[тражи се извор]

## Галерија
Тешки оклопни транспортер БМО-Т током вежби јединица снага атомско-биолошко-хемијске одбране на полигону Шихански: